# 倒産続きの彼女
『倒産続きの彼女』（とうさんつづきのかのじょ）は、新川帆立による日本の小説。
「会社を倒産に追い込む女がいる」などと内部通報された事案を受け、ふたりの女性弁護士がタッグを組み、謎の「連続殺『法人』事件」に挑む様が描かれる。
時系列としてシリーズ第3作『剣持麗子のワンナイト推理』よりも後に起きたエピソード。

## 作品背景
本作の主人公は前作『元彼の遺言状』の主人公・剣持麗子の後輩・美馬玉子であり、剣持とは対照的な人物として描かれている。その一方で、作者の新川は「強くて優しいヒロインを書きたかった。性格はちがっても、1作目も2作目も、そういう意味では変わっていないと思います」と朝日新聞のインタビューの中で説明している。
また、麗子が本作にも登場したのは、前作の読者の要望によるものである。

## あらすじ
美馬玉子は、大手の法律事務所に勤める弁護士。事務所の一年先輩である剣持麗子に苦手意識を持ちながらも、上司である津々井の指示で麗子とコンビを組むことになってしまう。そして、ふたりは「次々と会社を倒産させていく」と内部通報されたゴーラム商会の経理部に所属する近藤まりあの身辺調査を行っていく。ところが、調査中にゴーラム商会のリストラ勧告で使用されてきた小部屋、通称「首切り部屋」で、本当に首を切られた遺体を発見することになり、予想外の事件に巻き込まれる。

## 登場人物

### 主要人物
美馬玉子（みま たまこ)
主人公。婚活に励むぶりっ子弁護士。28歳。大手の山田川村・津々井法律事務所に所属している。
津々井からの指示で麗子と組み、ゴーラム商会の倒産疑惑の女性について調査する。
剣持麗子（けんもち れいこ)
敏腕弁護士。29歳。事務所での玉子の1年先輩。玉子からは苦手意識を持たれている。
玉子とともに津々井をボスとするコーポレートチームに属する。

### 山田川村・津々井法律事務所
美法（みのり)
弁護士。玉子の友人で、大学、大学院が一緒。金融取引を担当するファイナンスチームに属する。
古川（ふるかわ)
弁護士。玉子とは大学院から一緒。同じ部署に配属された同期の男性。
津々井（つつい)
コーポレートチームのボスで、玉子や麗子たちの上司。事務所の創設者の一人。
川村（かわむら)
倒産チームのボス。50代後半。筋肉質で強面。事務所の創設者の一人。
ゴーラム商会の調査中に何者かにナイフで刺され、受傷する。
哀田（あいだ)
弁護士。30代後半。倒産チーム。川村からは使い走りのような仕事もさせられている。

### ゴーラム商会
有名なアパレル企業。経営不振に陥っている。
近藤まりあ（こんどう まりあ)
経理部。31歳。転職する度にその会社が潰れ、過去に3社が倒産した。本人曰く「本当にツイてない」。
只野愛子（ただの あいこ)
総務課長。玉子と麗子の調査に対応する。
玉子たちのヒアリング開始前に首に切り傷のある遺体として発見される。
安西（あんざい）
管理部門の役員。内部通報についての調査に対応する。

### マルサチ木材
資材会社。現在は民事再生法の手続きが開始されている。
幸元社長（さちもと しゃちょう）
マルサチ木材の創業者。独断専行型で経営判断を誤り大損失を被っている。
幸元耕太（さちもと こうた）
幸元の息子。専務。

### 玉子の関係
美馬シマ（みま シマ)
玉子の祖母。82歳。娘時代は「紀州一の美女」と噂された。入院中に亡くなる。
シニア婚活で知り合ったムネちゃんと婚約していた。
築地（つきじ)
美法と参加した合コンに参加した医師。太っていて「ブサイク」。
シマが救急搬送された病院で玉子と再会し、玉子を食事に誘う。

### その他
信夫（のぶお）
麗子の彼氏。土曜日に働く麗子のために手作りのお弁当を届けている。
ムネちゃん / 赤坂宗男（あかさか むねお)
シマの婚約者。70歳前後。複数の企業の倒産に絡んでいる「テトラ貴金属」の社長。
只野理江（ただの りえ)
只野愛子の姉。ずっと非正規社員として勤務。倒産疑惑の4社はいずれも理江を冷遇した会社。

## 書誌情報
1. 倒産続きの彼女（2021年10月6日、宝島社、ISBN 978-4-299-02124-3）
2. 倒産続きの彼女（2022年10月6日、宝島社文庫、ISBN 978-4-299-03439-7）